# 马克·达根之死
2011年8月4日，29岁英国黑人男子马克·达根（Mark Duggan）是一名黑幫成員，他在托特纳姆運輸槍械的過程中被警方开枪射杀。伦敦警察厅表示由於怀疑他持有手枪，便试图将他逮捕。达根胸部中枪身亡。达根的死因引起托特纳姆民众的公开抗议，活动随后演变成警民冲突，最终激化为全伦敦及英国其他城市的骚乱。
达根是伦敦警察厅分支部门三叉戟行动的调查对象，因持有BBM Bruni 92型手枪（贝瑞塔92的空包弹版本，经改装可发射实弹）被警方了解。该手枪是凯文·哈钦森-福斯特在达根遭杀害的15分钟前给他的。哈钦森-福斯特的审判于2012年9月至10月举行，陪审团未能定罪。2013年1月31日的重审中，哈钦森-福斯特因向达根提供枪手被定罪，背叛监禁。警察独立投诉委员会一直调查该案件，但调查报告的发布推迟了一年多的时间。达根死因的公开审讯于2013年9月16日开始，2014年1月8日结束，裁判以8比2的结果裁定达根属自卫杀人。
官方对达根死因的表述屡次变动，招致各利益方及其他支持者的批评和怀疑。

## 背景
1981年9月15日，马克·达根于伦敦北部的阔水农场出生，并在此处成长。父母是爱尔兰和非裔加勒比人的后代。12岁至17岁时，达根与曼彻斯特的姨妈卡罗尔（Carole）共同生活，而另一位姨妈朱莉（Julie）后来嫁给了曼彻斯特的黑帮头目德斯蒙德·努南。
事发时，达根和长期伴侣西蒙妮·威尔逊（Semone Wilson）生了三个孩子，分别10岁、7岁和18个月。之后与另一位女子生了第四个孩子，还有第三位女子怀有他的儿子。因此他是六个孩子的父亲，最年轻的一位在他去世时出生。
表兄弟表示，达根曾在伦敦斯坦斯特德机场工作，曾申请担任消防员。达根的儿子凯马尼（Kemani）是伦敦钻头嘻哈群体有机农场男孩成员，艺名班多凯（Bandokay）。
《伦敦标准晚报》汤尼·汤普森（Tony Thompson）认为，达根可能是托特纳姆庄园帮北伦敦分支“星帮”（Star Gang）的元老。一位未具名的警方消息人士告诉《每日电讯报》，达根是“非常出名的黑帮”，“骨干成员，托特纳姆的警方都知道”。
参与三叉戟行动的警察监视了达根。警方称怀疑达根正计划为同年3月在东伦敦的一家酒吧门外被捅死的表兄凯尔文·伊斯顿（Kelvin Easton）报仇。周围人表示，自从表兄死后，达根越来越偏执。《每日电讯报》表示，根据该帮派的《街头法则》，达根必须为表兄的死报仇。
事发后，警方及其他人士称达根为毒贩，但被家人和朋友否认。家人们表示针对达根的指控“子虚乌有”，达根“不是黑帮成员，没有前科”。然而达根曾因持有大麻和销赃被判刑。他的未婚妻表示他曾归所盗窃的财务。

## 案件

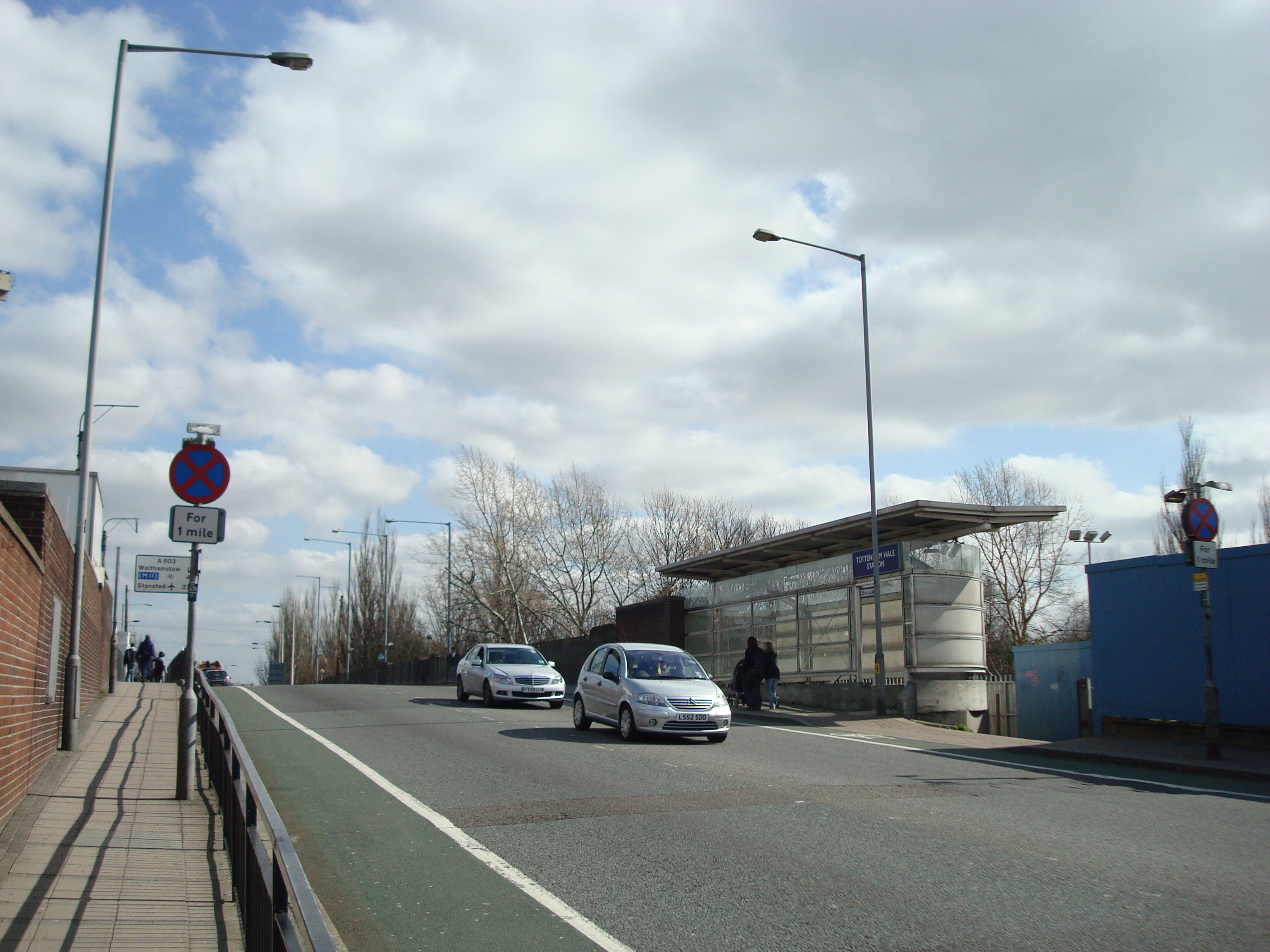
托特纳姆黑尔渡轮巷（Ferry Lane），案发地点。

伦敦警察厅的警察于英国标准时间2011年8月4日晚6点15分截停了载有达根的私人出租车。车辆被截停的地方无监控摄像头。
2012年9月，一名未具名的武装警察在凯文·哈钦森-福斯特的庭审中表示，达根走出车外，拔出系在腰部的自动装填手枪。在询问中作证的匿名出租车司机表示，达根离开车子后跑了：
|  | 车子被截停后，几位手中拿着枪的男子迅速逃跑。那时我听到后车门打开的声音，便发现马克·达根走出车跑了。这个时候，我就听到前面有枪声，看到马克·达根中枪倒在地上。马克·达根中枪时，离我的车子仅2到3英尺。那时有一个男人走过来，打开了我的车门，非常气愤地抓住我的胳膊拽我出车子，把我扔在后轮胎旁边的地上。 |

司机告诉法庭，武装警察曾威胁开枪打他，如果他继续看达根倒在地上的地方，表示警察严厉呵斥他。
警察开了两枪，一枪打在达根的肱二头肌，一枪打中胸部。现场有一把枪。伦敦救护服务的护理人员和伦敦空中急救的医护人员抵达现场，但于英国标准时间18点41分宣布达根已死亡。
打死达根的警察隶属于特種槍械司令部，三叉戟行动的警察陪同在侧。
一位目击者告诉《独立报》，达根中枪时被警察压制在地上，但在询问中被证据反驳。《每日电讯报》引述另一名目击者，一名警察“喝止男子‘数次’，但他未遵从警告”。英国广播公司引述另一名目击者，指警察打枪前喊了两次“把枪放下”。然而，接载达根的出租车司机告诉法庭，警方是无预警开枪。大都会警察联合会代表表示，枪杀达根的警察“非常相信他和同事面临着眼看着会被枪杀的危险”。
其中一位包围达根的警察被子弹击中，之后子弹卡在电台中。该子弹由代号为V53的警察射出，穿过了达根的胳膊，射中这位警方。中枪的警察被送往医院，当天晚上便出院。

### 警方后续行动
警方扣留了接载达根的出租车。在就车辆如何移动进行一番争论后，警方将出租车送去检验，随后再送回现场。当地一名平等机会倡导者表示，监警会最初不知道这些事情，后来才批准将车辆移走，然后要求将其带回到现场。
最初由代号“W70”的警察递交的“短版”事件报告并没有说达根举起了枪。W70在48小时后递交的另一份报告认为，达根从腰带抽出一把手枪。W70后来表示短版报告是“故意缩短”的。
直到达根遇害1天半后，警方才将死讯告诉他家人。警方后来为此致歉。

### 独立投诉委员会申诉
独立警方投诉委员会发言人最初表示“警察先中的枪，达根后中枪”，但警方后来澄清该说法不属实。有一颗子弹打进了警方佩戴的无线电，弹道学测试显示子弹属披甲弹，或是警方HK MP5半自动卡宾枪发射的子弹，子弹可能是在跳弹或停止作用的影响下穿入无线电。
投诉委员会委托法医处对手枪进行测试，得到的建议是手枪属非法枪械。枪被一只袜子套住，按照推测，如果这把枪被用过，可能是枪手想避免留下证据。投诉委员会8月9日宣布未找到枪支有被用过的证据，但是没有排除对这把枪的怀疑，后续测试正在进行。
2011年11月18日，投诉委员会宣布与案件有关的9毫米手枪在距现场10英尺（3.0）到14英尺（4.3）英尺远的栅栏另一侧被发现。达根家聘请的大律师迈克尔·曼斯菲尔德表示，目击者告诉他，警方把枪扔过栅栏。投诉委员会最初也说有三位警察目击到警察扔枪，但后来撤回该说法。
2011年11月18日，投诉委员会宣布调查案发六天前7月29日的一起事件中是否出现了同一把枪。当天，理发师彼得·奥萨德贝（Peter Osadebay）在哈克尼被30岁的凯文·哈钦森-福斯特（Kevin Hutchinson-Foster）袭击，哈克尼攻击前，曾拿出一把枪炫耀。2013年1月13日，福斯特被裁定向达根提供枪击，庭审中他承认达根所用的枪和他打奥萨德贝的枪是同一把。达根的指纹也出现在一个纸板箱中，显示他用箱子装过枪。箱子在案发现场20英尺（6.1）处，里面有一只装着手枪的袜子。指纹和DNA未从手枪和袜子上检测出。其他测试显示达根身上没有枪伤的残留痕迹。

### 伦敦警察厅
警方认为执法人员不存在不当行为，但表示射杀达根的人没有携带实弹武器当值。行动中携带武器的警员自称V53，仅向独立投诉委员会提交书面声明，拒绝接受审讯。投诉委员会请求审讯警方，就算他们没有犯罪嫌疑。

### 凯文·哈钦森-福斯特的审判
2011年11月，独立投诉委员会调查警方对2011年7月29日事件“调查响应的质量”。
2012年9月18日，哈钦森-福斯特在斯尼亚斯布罗克的皇家法院受审。被告被控向达根提供作案用的BBM Bruni 92型手枪，但他否认指控，解释了自己的DNA出现在枪上面的原因，声称自己曾被达根一伙黑帮用枪殴打。
庭审期间，QEB霍利斯·怀特曼的QC爱德华·布朗检察官争辩称达根去莱顿找哈钦森-福斯特拿枪，之后带着枪开车去托特纳姆。警方认为达根是在中弹前的12到15分钟从哈钦森-福斯特处领到枪。

#### 警方证词
七位警官用假名在庭上作证。警方声称达根从腰带拔出枪，用枪指着警察，之后被对方击毙。出租车司机递交证据，得到一名在场警察确认。证据显示，达根走下出租车，打算逃跑。司机表示“看到马克·达根下车逃跑。与此同时，我听到前面有枪声，我看到马克·达根中了枪，他倒在地上”，“马克·达根中枪的时候，离我的车只有两到三英尺”。

#### 病理学家证词
负责检验达根遗体的病理学家西蒙·波尔（Simon Poole）在2013年1月凯文·哈钦森-福斯特案重审时作证，声称达根在事件中受的伤与开枪警官的证词不一致。代表哈钦森-福斯特的大律师质疑波尔，认为警方子弹穿透波尔右侧的身体，之后从右侧转移到左侧。波尔同意大律师的说法：“所以说那种情况不合理，是吧？警察开枪打中他左侧的身体，子弹穿透达根先生的胸口，理应从左侧去到右侧，但它是右侧去到左侧。所以可以说那种情况不合理？”但波尔后来认同检方的意见，就是达根如果正面朝向开枪的警察，则他与警察的相对位置就会改变。2011年12月独立投诉委员会的声明引述波尔的说法，即在达根的手臂处找到第二枚卡住的子弹。

#### 结果
2012年10月17日，陪审团未能达成有罪判决。重审日期定于2013年1月，之后被告被判向达根提供手枪，2月26日获刑11年，其中提供枪支7年，相关罪行4年。但是哈钦森-福斯特的案件未能释除大众对达根遇害的众多谜团。

## 后续
达根的死讯迅速传开。达根被枪击后不久，Facebook上流传据称警方踩着达根尸体的照片。仇警情绪迅速蔓延。

### 示威活动

#### 警民关系紧张
自1985年宽水农场骚乱以来，黑人社群与警方的关系长期剑拔弩张，托特纳姆工党议员大卫·拉米认为“警方与（黑人）社群之间早已存在的裂痕已经扩大”。他表示，1985年以来当地社群与警方的关系有所改善，但此次枪击案让紧张关系“再度升温”，达根的死只是“托特纳姆民众在被警方拘禁时死亡的其中一环”。三叉戟行动主席克劳迪娅·韦伯直言许多黑人认为达根枪击案是“又是一起被拘禁人士无辜死亡的事件”，托特纳姆黑人青年“被拦截搜身的仍然是白人青年的六、七、八倍”。
英国黑人小说家亚历克斯·惠特尔曾因参与1981年布里克斯顿暴乱要服刑，他表示许多黑人同胞在被警方拘禁期间死亡，但警察从未被定罪，“令人深感愤怒”。
2017年，提议用子弹杀死达根的警察托尼·汉利（Tony Hanley）精神崩溃，故意让警察开枪打死自己，最终饮弹自尽。汉利说经常看到达根的鬼魂，认为自己要对达根负责。

#### 骚乱

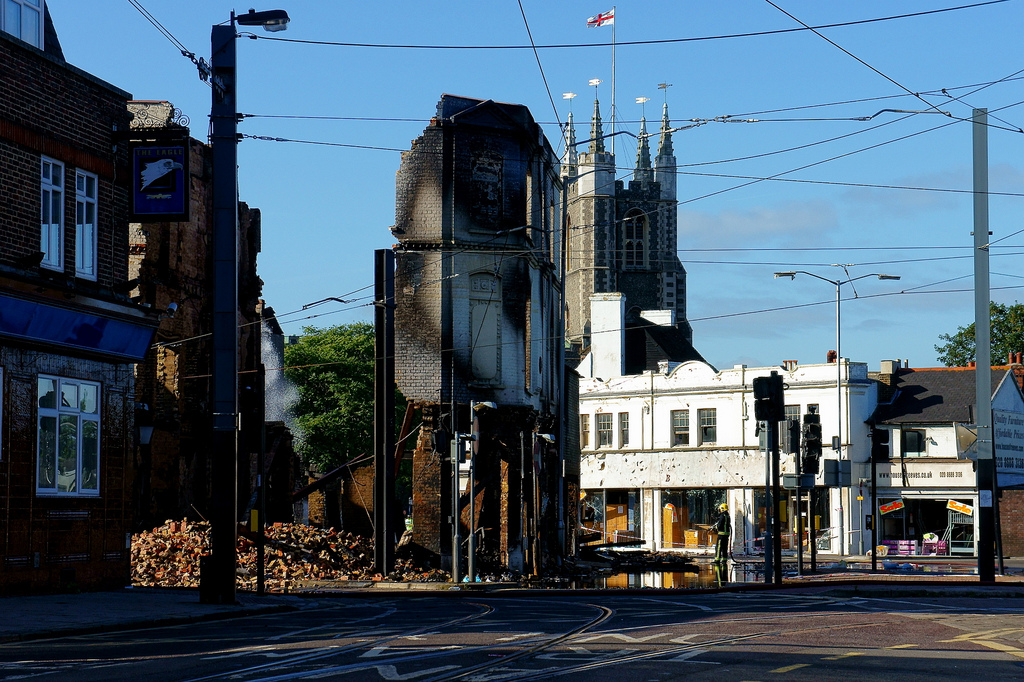
克罗伊登的里夫斯家族（House of Reeves）家具店在骚乱中被烧毁。

英国标准时间2011年8月6日17点30分，达根的亲属和当地居民从宽水农场游行到托特纳姆警察局。示威者高呼“我们要答案”，要求警方公开达根之死的信息。他们还提出要求“正义”的进一步要求，让更多人知道他们社区的警民关系紧张。警察局长与示威者对话，但被要求见上司。晚上8点，一名16岁的女孩接近警方，疑似投掷传单或石头。警方携带盾牌和警棍包括这个女孩，据称打破了她的头。8点20分，正在等待警官出面的民众朝附近两辆警车纵火。大都会警察局局长阿德里安·汉斯托克表示暴力活动是由“不参与守夜活动的人士”挑起的。其他目击者表示集会最初大致和平，但有声音煽动集会人士攻击警察。
暴力示威活动蔓延到伦敦其他地区乃至英格兰其他地方。示威者声称暴力示威是由多种因素引起的，包括警察问题、贫穷及有色人种与警方关系紧张。
达根的家属谴责暴力行动。达根的哥哥表示“完全无法容忍任何类似的行为”。达根的事件或许是诱发暴力行为的主要因素，英国首相戴维·卡梅伦否认杜根之死与随后的抢劫之间存在因果关系。

### 媒体报道
达根的死很多成为媒体关注的焦点事件。最初英国广播公司错误声称其中一枪是“从车内的非法枪支中射出的”。《独立报》在2014年1月8日表示“当局错误地说他是在交火中被击中的”。部分媒体将达根描绘成黑帮分子，混淆不同媒体声称达根的犯罪记录有些或根本不存在的说法，而遭到批评。部分媒体因不加批判地报道了杜根先开枪的警方的假新闻，而受到指责。骚乱事件引起国际社会关注达根的死亡，一名伊朗官员认为事件“严重侵犯人权”。

### 葬礼
2011年9月9日，达根的葬礼在伍德格林新约上帝教会（New Testament Church of God）举行。数千名的围观者观看了葬礼游行，警方低调布防。

## 调查

### 投诉委员会调查
按照人员与警方接触后死亡或重伤的标准程序，事件很快便报告给了独立警察投诉委员会。投诉委员会的工作人员还调查了闭路电视片段、999报警电话及电台录音。
8月12日，投诉委员会表示他们事后可能向记者提供了错误的信息，让大家以为达根和警方交火。有枚子弹虽然卡在警方的无线电里，但没有证据显示这是达根枪开出的子弹。委员会还表示外界谣传达根被警方多次开枪爆头“处决”的消息不属实。然而达根的家人不相信委员会的调查公平、独立，要求独立调查伦敦警察厅和委员会的关系，并呼吁让独立第三方进行第二次尸检。验尸官安德鲁·沃克计划出席2011年12月12日的首次聆讯。
2011年11月，投诉委员会任命的两位“社区咨询小组”成员辞职，留下的其中一人表示“震惊地了解到独立委员会打破自己的规则，向记者提供错误的信息”，同时发现委员会调查“存在缺陷，很可能在一定程度上被玷污”，“意味着我们永远无法相信他们对杀人案的最终报告”。
2012年2月29日，投诉委员会维持认为伦敦警察厅没有合理告知家人达根的死讯。委员会调查明确没有提到2011年8月6日及之后的事件。早在2011年8月，伦敦警察厅助理副警长史蒂夫·卡瓦纳（Steve Kavanagh）就警方最初与达根家人接触的方式不当，向他们道歉，认为投诉委员会有责任向达根的家人提供情报。3月底，投诉委员会表示按照《2000年调查权力监管法》，他们不可能在调查期间对外公开消息，质疑对验尸官的聆讯是否可以公开进行。2012年4月，BBC公开案发后的现场画面，显示医护人员在现场处理达根的尸体。投诉委员会谴责BBC播出画面前没有问过他们。
投诉委员会计划于2012年夏季发布调查报告，但到2013年1月仍未发布，同时原计划进行的谋杀案聆讯推迟到9月进行。2013年3月，投诉委员会表示会在4月发布报告，5月递交给聆讯法庭。至于谋杀达根的警察，投诉委员会发言人于8月2日表示“现阶段未有证据表明有刑事行为”。他们透露调查已基本结束，最终报告将于8月晚些时候发布。
11名涉事警察最初拒绝接受委员会问话。杀害达根的警察“V53”后来提交了书面证词。
2019年12月，法医调查员呼吁重新调查2011年的案件，表示案件的虚拟模式与调查结果有所出入。他们的报告于2020年6月公布。从投诉委员会更名而来的警察行为独立办公室于2021年5月表示不会重新调查案件，新报告未证明他们的调查出错。

### 伦敦警察厅
警方认为涉事警察不存在不当行为，但表示击毙达根的警方之后不会持上膛武器当值。
代号V53的涉事持枪警察向独立投诉委员会提交书面声明，未接受询问。托特纳姆议员大卫·拉米批评该警察的行为。其实投诉委员会有权询问警方，即便他们没有犯罪嫌疑。

### Trial of Kevin Hutchinson-Foster
In November 2011, the IPCC began an investigation into the "quality of the investigative response" by police to an incident on 29 July 2011, for which police charged Kevin Hutchinson-Foster with possession of a handgun, believing the gun may be the same found at the shooting of Mr. Duggan.
On 18 September 2012, Hutchinson-Foster's trial commenced in the Crown Court at Snaresbrook. The defendant was charged with supplying Duggan with the BBM Bruni Model 92 handgun, found near Duggan's car after his death. The defendant denied the charge and gave his explanation for the presence of his DNA on the gun by alleging he had been beaten with the weapon by a gang that included Duggan.
During the trial, prosecutor Edward Brown QC of QEB Hollis Whiteman contended that Duggan travelled to Leyton to collect the gun from Hutchinson-Foster, before driving to Tottenham with it. The police alleged that Duggan had received a gun from Hutchinson-Foster 12–15 minutes before he was shot.

#### Police testimony
The trial included testimony from seven police officers who were allowed to remain anonymous and use pseudonyms. The Police alleged that Duggan had pulled the gun from his waistband and pointed it at police before they shot him.
According to the evidence given by the cab driver and corroborated by one policeman present at the scene, Duggan got out of the taxi and ran in an attempt to escape. The driver stated, "I saw that Mark Duggan got out and ran. At the same time, I heard firing from the front. I saw shots strike Mark Duggan. He fell to the ground." "Mark Duggan only got 2ft–3ft from my car when he was shot", the taxi driver later testified.

#### Pathologist testimony
Simon Poole, a pathologist who had performed a post-mortem on Duggan's body, testified in January 2013 at the retrial of Kevin Hutchinson-Foster and asserted that the injuries Duggan sustained in the shooting were not consistent with the account of the incident that was given by the police officer who fired the lethal shot. Questioned by a barrister representing Hutchinson-Foster, Poole said that the police bullet had penetrated Duggan's body on the right side and travelled from right to left. Poole agreed with the barrister's statement: "So the scenario can't be right? The officer fires to his left and the bullet hits Mr Duggan in the chest and it should go from left to right – but it went right to left. Therefore the scenario can't be right?"
Poole also later agreed with the prosecution that if Duggan had turned to face the officer who shot him, his position relative to them would have changed.
A December 2011 IPCC statement had cited Poole for discovering that a second bullet struck Duggan's arm.

#### Outcome
On 17 October 2012, the jury failed to reach a verdict. The re-trial date was set for January 2013, and on 31 January 2013 the defendant was convicted of supplying Duggan with the handgun. On 26 February 2013, the defendant was sentenced to eleven years in prison; seven years for supplying the gun, four years for related offences.
The Hutchinson-Foster case did not resolve a number of significant unknown questions related to the Duggan killing.